# Heinrich Hauser
Heinrich Hauser, född 27 augusti 1901 i Berlin, död 25 mars 1955 Diessen am Ammersee, var en tysk författare.
Efter svåra ungdomsår som soldat, gruvarbetare och sjöman blev Hauser medarbetare i Frankfurter Zeitung. Han skrev sjömansromaner som Brackwasser (1928, svensk översättning Chiquita, 1932), Donner überm Meer (1928), Die letzten Segelschiffe (1930) och Wetter im Osten (1932), samt gruvarbetarskildringen Schwarzes Revier (1930). Han skrev även självbiografin Kampf. Geschichte einer Jugend (1934, svensk översättning 1936). Hausers fortsatta författarskap omfattade romanen Notre Dame von der Wogen (1937) och reseskildringarna Süd-Ost-Europa ist erwacht (1938), Australien, der menschenscheue Kontinent (1939) och Kanada (1940).